# Jerry Markbreit
Jerry Markbreit (* 23. März 1935 in Chicago, Illinois) ist ein ehemaliger US-amerikanischer Schiedsrichter im American Football, der von der Saison 1968 bis 1998 in der NFL tätig war. Er war Schiedsrichter der Super Bowls XVII, XXI, XXVI und XXIX. Zudem leitete er in der Saison 1978 die Partie zwischen den Oakland Raiders und den San Diego Chargers, welches unter Holy Roller in die Geschichte der NFL einging. Er trug die Uniform mit der Nummer 9.
Er ist der erste und aktuell einzige NFL-Schiedsrichter, der vier Super Bowls leitete.

## Karriere

### College Football
Vor dem Einstieg in die NFL arbeitete er als Schiedsrichter im College Football in der Big Ten Conference.

### National Football League
Markbreit begann im Jahr 1968 seine NFL-Laufbahn als Field Judge. Nachdem Schiedsrichter Tommy Bell seinen Rücktritt bekannt gegeben hatte, wurde er zur NFL-Saison 1977 zum Hauptschiedsrichter ernannt.
Er leitete insgesamt vier Super Bowls: Super Bowl XVII im Jahr 1983, Super Bowl XXI (1987), Super Bowl XXVI (1992) und Super Bowl XXIX (1995). Bei den Super Bowls XIX, XXII und XXVIII war er Ersatzschiedsrichter.
Nach seinem Rücktritt als Hauptschiedsrichter ernannte die NFL Jeff Triplette als Nachfolger.
Markbreit wurde im Jahr 2007 mit dem NFLRA Honoree Award und im Jahr 2016 mit dem Art McNally Award ausgezeichnet.